# Кнежа (Толмин)
Кнежа (словен. Kneža) — поселення в общині Толмин, Регіон Горишка, Словенія. Висота над рівнем моря: 229,9 м. Розміщене в долині річки Бача.